# Bughotu

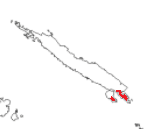
Bughotu langues océaniennes Salomon du Sud-Est.

Le bughotu est une des langues océaniennes (Salomon du Sud-Est ; Gela-Guadalcanal) parlée par 4 050 locuteurs sur Santa Isabel et notamment le sud-est de Suma à Horara et aussi sur Furona (en), au large du district de Kia. Il est également appelé bugota, bugoto, bugotu, mahaga et mbughotu. Il est proche du gela et du gao et apparenté aux langues vernaculaires de Guadalcanal.